# Дегтярёв, Александр Семёнович
Александр Семёнович Дегтярёв (4 сентября 1932, дер. Спинка, Западная область — 23 сентября 1982) — советский работник сельского хозяйства, Герой Социалистического Труда.

## Биография
Родился в семье колхозника. Окончив Дятьковичскую 7-летнюю школу, с 1950 года работал учеником токаря на Брянском машиностроительном заводе, в 1951—1952 — токарем машинно-мелиоративной станции Жуковского района в Цветниках.
В 1952—1953 годах служил в рядах Советской Армии, затем окончил Жуковскую школу механизации сельского хозяйства и работал трактористом машинно-тракторной станции Волчихинского района Алтайского края. С 1955 г. до последних дней жизни трудился экскаваторщиком ПМК-5 «Брянскмелиорация».
Неоднократно избирался депутатом местных Советов, членом областного и районного комитетов КПСС.
Дегтярева отличила партийная принципиальность, требовательность к себе и другим, исключительное трудолюбие.
Умер 23 сентября 1982 года, похоронен в д. Токарево Жуковского района.

## Награды
- звание Героя Социалистического Труда с вручением ордена Ленина и золотой медали «Серп и Молот» (8.4.1971)[1][2]
- Юбилейная медаль «За доблестный труд. В ознаменование 100-летия со дня рождения Владимира Ильича Ленина»[1][2].

## Память
В честь Александра Семёновича названы улицы в городе Жуковка и деревне Дятьковичи.
Памятник А. С. Дегтярёву установлен на территории филиала ГБОУ СПО «Мглинский техникум агротехнологий» в городе Жуковка.